# Krasnočikojskij rajon
Il Krasnočikojskij rajon (in russo Красночикойский район?) è un rajon del Territorio della Transbajkalia, nell'Estremo Oriente russo; il capoluogo è Krasnyj Čikoj. Istituito il 4 gennaio 1926, ricopre una superficie di 28 295,48 chilometri quadrati e ha una popolazione di 16 456 abitanti. Il rajon è suddiviso in 15 comuni rurali. I maggiori fiumi del territorio sono il Čikoj e la Menza.